# Осес
Осе́с (фр. Ossès) — коммуна во Франции, в регионе Аквитания, департамент Атлантические Пиренеи, кантон Монтань-Баск.

## Общие сведения
Численность населения — 804 человека (2009). Занимает площадь 42 км². Основу местной экономики составляют виноделие, туризм, ремёсла и сельское хозяйство. В последнее воскресенье августа в коммуне проходит фестиваль.

## История
Поселение находилось под управлением герцогов Гаскони, затем Аквитании, а в 1191 году в результате брачного союза принцессы Беренгарии Наваррской, дочери короля Санчо VI, с Ричардом I перешло Королевству Наварры.
Осес имел статус кантона, но потерял его после Французской революции.